# Ericus Nicolai Swart
Ericus Nicolai Swart, född i Uppsala på 1480-talet, död där 8 oktober 1572, var en svensk biskop.
Ericus Nicolai var son till en borgare i Uppsala och studerade dels i hemstaden, dels vid utländska universitet. Han blev 1514 professor i teologi vid Uppsala universitet, och skall även haft Gustav Vasa som elev. Han kom att uppskattas av kungen som en pålitlig lutheran. 1530–1556 var han domprost i Uppsala och tillhörde bland annat den kommitté, som 1549 tog avstånd från kejsar Karl V:s interimsbok. Då biskop Botvid Sunesson i Strängnäs 1556 föll i onåd, blev Ericus Nicolai Swart biskop där och innehade ämbetet till biskop Botvids återkomst 1561. Ericus Nicolai Swart utnämndes då till biskop i Skara stift. Han avgick på grund av sin höga ålder 1570. Under sina sista år var han bosatt i Uppsala. Kort före sin död var han ordförande vid religionsmötet i Uppsala och bar då titeln "præpositus cathedralis".